# Gazipur, Bangladesh
Gazipur (bengali: গাজীপুর) är en stad i Bangladesh, och är belägen strax norr om Dhaka. Vid folkräkningen 2011 hade staden 213 061 invånare, inklusive Gazipur Cantonment. Gazipur uppgraderades från paurashava (kommun) till city corporation den 16 januari 2013. Stadens areal utökades kraftigt, från ca 47 km² till ca 330 km². Folkmängden inom den nya stadsgränsen uppskattas av lokala myndigheter till ca 2,5 miljoner.